# The Green Manalishi (With the Two Prong Crown)
"The Green Manalishi (With the Two Prong Crown)" is een nummer van de Britse band Fleetwood Mac. Het nummer verscheen niet op een regulier studioalbum, maar werd op 15 mei 1970 uitgebracht als losstaande single.

## Achtergrond
"The Green Manalishi (With the Two Prong Crown)" is geschreven door zanger en gitarist Peter Green en geproduceerd door Martin Birch. Het is het laatste nummer van de band waar Green aan mee heeft gewerkt. In die tijd raakte hij verslaafd aan lsd en werd hij steeds afstandelijker van de andere bandleden. Green heeft altijd volgehouden dat het nummer gaat over geld; de duivel staat symbool voor het geld. Green was ontevreden over de andere bandleden, die hun winsten niet wilden delen.
Green heeft in een interview verteld dat hij "The Green Manalishi (With the Two Prong Crown)" schreef nadat hij een door drugs beïnvloede droom had waarin een groene hond naar hem blafte. Volgens hem stond de hond symbool voor geld. Hij vertelde: "Ik was bang, omdat ik wist dat die hond al een lange tijd dood was. Het was een zwerfhond waar ik voor zorgde. Maar ik was dood en moest vechten om terug te komen in mijn lichaam, waar ik uiteindelijk in slaagde. Toen ik wakker werd, was de kamer helemaal zwart en schreef ik het nummer." De volgende dag schreef hij de tekst voor het nummer in Richmond Park.
Martin Birch herinnerde zich dat Green gefrustreerd was omdat hij niet het geluid kon maken dat hij wilde, maar gitarist Danny Kirwan vertelde hem dat de band de hele nacht in de studio zou blijven totdat dit wel zou lukken. Green vertelde later dat, alhoewel hij uitgeput was vanwege de opnamesessies, "The Green Manalishi (With the Two Prong Crown)" een van zijn beste muzikale herinneringen was: "Veel drums en basgitaren... Danny Kirwan en ik die die scheurende gitaren samen speelden... Ik dacht dat het een nummer 1-hit zou worden." De B-kant van de single, "World in Harmony", is een instrumentaal nummer geschreven door Green en Kirwan en het enige nummer dat zij samen hebben geschreven.
"The Green Manalishi (With the Two Prong Crown)" behaalde de tiende plaats in het Verenigd Koninkrijk; het was de laatste top 10-hit van de groep in hun thuisland tot "Tusk" uit 1979. Ook in Duitsland, Ierland en Wallonië werden de hitlijsten gehaald. In Nederland bereikte de single respectievelijk de achtste en de zesde plaats in de Top 40 en de Hilversum 3 Top 30, terwijl in Vlaanderen de zestiende plaats in de voorloper van de Ultratop 50 werd gehaald. Het nummer werd gecoverd door onder meer Arthur Brown, Corrosion of Conformity, The Flesh Eaters, Judas Priest, Melvins en Therion.

## Hitnoteringen

### Nederlandse Top 40
| Hitnotering: 30-05-1970 t/m 25-07-1970 | Hitnotering: 30-05-1970 t/m 25-07-1970 | Hitnotering: 30-05-1970 t/m 25-07-1970 | Hitnotering: 30-05-1970 t/m 25-07-1970 | Hitnotering: 30-05-1970 t/m 25-07-1970 | Hitnotering: 30-05-1970 t/m 25-07-1970 | Hitnotering: 30-05-1970 t/m 25-07-1970 | Hitnotering: 30-05-1970 t/m 25-07-1970 | Hitnotering: 30-05-1970 t/m 25-07-1970 | Hitnotering: 30-05-1970 t/m 25-07-1970 | Hitnotering: 30-05-1970 t/m 25-07-1970 |
| Week                                   | 1                                      | 2                                      | 3                                      | 4                                      | 5                                      | 6                                      | 7                                      | 8                                      | 9                                      |                                        |
| -------------------------------------- | -------------------------------------- | -------------------------------------- | -------------------------------------- | -------------------------------------- | -------------------------------------- | -------------------------------------- | -------------------------------------- | -------------------------------------- | -------------------------------------- | -------------------------------------- |
| Positie                                | 39                                     | 18                                     | 11                                     | 8                                      | 8                                      | 11                                     | 17                                     | 22                                     | 40                                     | uit                                    |

### Hilversum 3 Top 30
| Hitnotering: 06-06-1970 t/m 18-07-1970 | Hitnotering: 06-06-1970 t/m 18-07-1970 | Hitnotering: 06-06-1970 t/m 18-07-1970 | Hitnotering: 06-06-1970 t/m 18-07-1970 | Hitnotering: 06-06-1970 t/m 18-07-1970 | Hitnotering: 06-06-1970 t/m 18-07-1970 | Hitnotering: 06-06-1970 t/m 18-07-1970 | Hitnotering: 06-06-1970 t/m 18-07-1970 | Hitnotering: 06-06-1970 t/m 18-07-1970 |
| Week                                   | 1                                      | 2                                      | 3                                      | 4                                      | 5                                      | 6                                      | 7                                      |                                        |
| -------------------------------------- | -------------------------------------- | -------------------------------------- | -------------------------------------- | -------------------------------------- | -------------------------------------- | -------------------------------------- | -------------------------------------- | -------------------------------------- |
| Positie                                | 19                                     | 10                                     | 7                                      | 6                                      | 10                                     | 18                                     | 25                                     | uit                                    |

### NPO Radio 2 Top 2000
| Nummer met noteringen in de NPO Radio 2 Top 2000 | '00  | '01-'03 | '04  | '05  | '06  | '07  | '08  | '09  | '10  | '11  | '12  | '13  | '14  |
| ------------------------------------------------ | ---- | ------- | ---- | ---- | ---- | ---- | ---- | ---- | ---- | ---- | ---- | ---- | ---- |
| The Green Manalishi (With the Two Prong Crown)   | 1065 | -       | 1237 | 1593 | 1487 | 1594 | 1682 | 1545 | 1669 | 1675 | 1861 | 1629 | 1685 |

1. ↑  Een '-' betekent dat het nummer niet was genoteerd en een vetgedrukt getal geeft de hoogste notering aan.
2. ↑  2000 was het eerste jaar met een notering voor dit nummer.
3. ↑  Deze tabel is bijgewerkt tot en met de laatste editie (2024).